# Markus Zusak
Markus Zusak, född 23 juni 1975 i Sydney, är en australisk författare. Han har gett ut sex böcker. Av dessa utmärktes The Messenger till Children's Book Council Book of the Year och Printz Honor for excellence in Young Adult Literature i Australien.
Hans genombrott kom 2005 med boken Boktjuven. Boken tilldelades Book Sense Book of the Year Awards 2007 och har bland annat varit nummer ett på New York Times bästsäljarlista två gånger. Boken, som handlar om en flicka under andra världskriget, skrevs med berättelser från Zusaks mor och far som kom från Österrike och Tyskland efter kriget som grund. Det var hans föräldrars berättelser som inspirerade honom till att skriva boken. Boken filmatiserades 2013 i regi av Brian Percival och med Geoffrey Rush och Emily Watson i några av rollerna.
Zusak har beskrivits som ett litterärt fenomen av både australiska och amerikanska kritiker. Han bor i Sydney. 